# Годайдо
Годайдо (яп. 五大堂) — буддийский храм, расположенный в Мацусиме. Из-за своего уникального расположения он стал символом Мацусимы.

## История

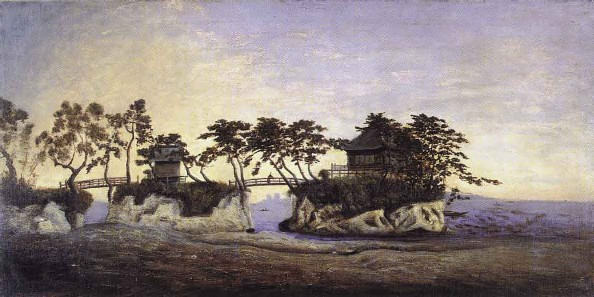
Храм Годаидо на рисунке Такахаси Юити

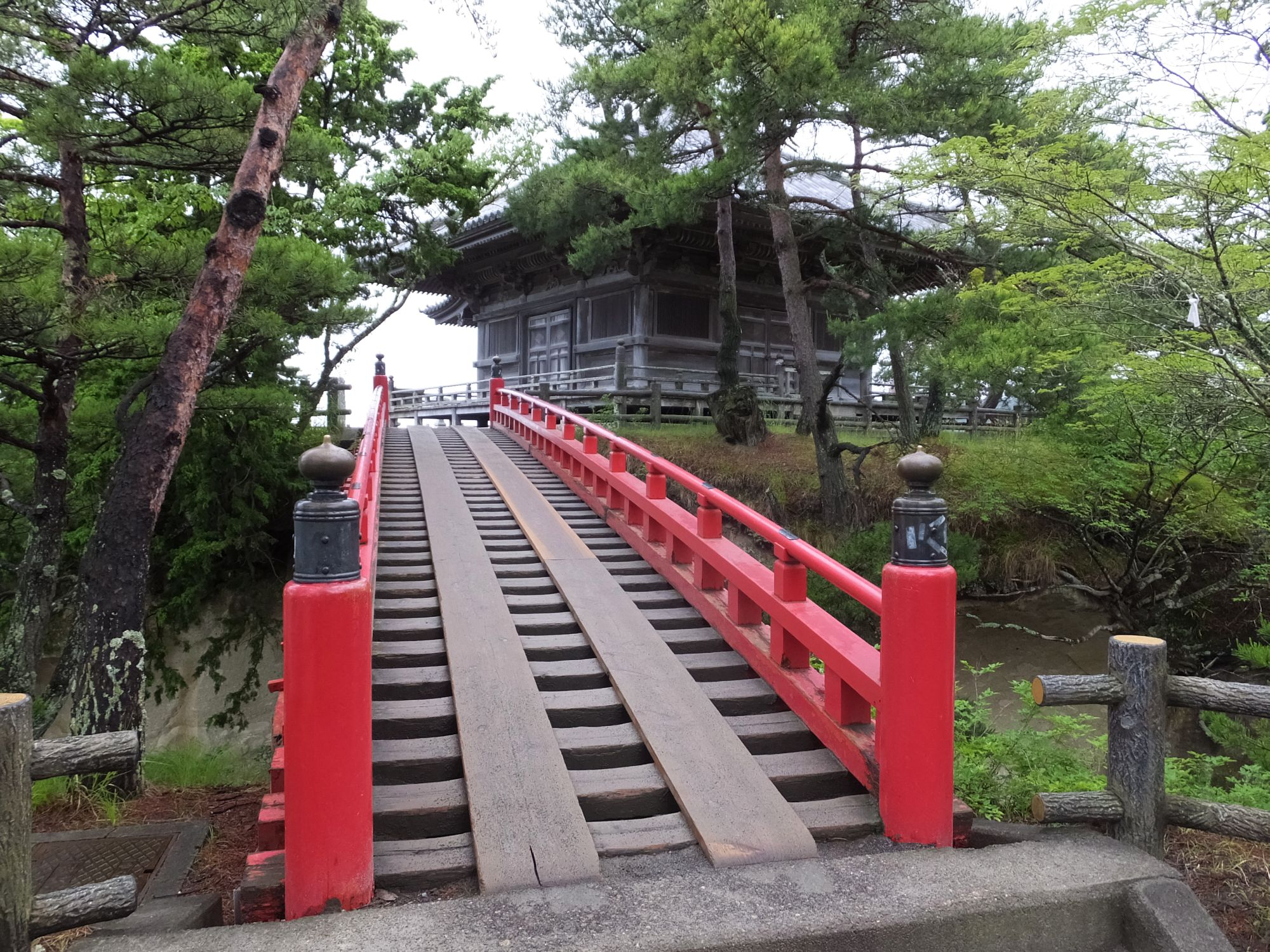
Мост к храму Годайдо

Здание храма расположено на небольшом острове, соединённым с берегом красными мостами, находящемся в акватории залива Мацусима, считающегося одним из трёх наиболее живописных мест в Японии.
Дайнагон Саканоуэ-но Тамурамаро построил храм, посвящённый богу удачи Бисямону во время одной из военных экспедиций в 807 году.
После того, как монах Эннин, основатель храма Дзуйгандзи, построил на этом месте буддийский храм, посвящённый четырём небесным царям, храм стал известен, как Годайдо.
Существующее здание было перестроено (1604) по указанию Датэ Масамунэ. Это старейший образец архитектуры периода Момояма (1573—1615) в регионе Тохоку. Храм был определён как национальное культурное достояние в 1995 году.

## Описание
Берег и остров, на котором расположен Годайдо, соединены красными мостами. В храме нхранится пять деревянных статуй небесных царей. Высота статуй составляет 64 см. Главной статуей небесных царей, хранящихся в храме, является тайный Будда, который открывается людям раз в 33 года. Несущие столбы под карнизом храма украшены изображениями двенадцати животных китайского двенадцатиричного цикла.
Мост, ведущий к храму построен так, чтобы из проёмов мостовых балок можно было видеть море. Это было сделано для того, чтобы смотреть на свои ноги и напрягать разум, когда ты идешь к храму Годайдо.
Остров, на котором находится храм Годайдо, соединяется с побережьем Хонсю при помощи моста, выкрашенного в красный цвет. Мост, ведущий к храму построен так, чтобы сквозь настил был виден океан. Это было сделано для того, чтобы по пути к храму люди внимательно смотрели себе под ноги и сосредотачивались перед визитом в храм Годайдо.